# Паритет цін
Парите́т цін (англ. Parity Price) — відношення цін на сільськогосподарську продукцію і засобів виробництва (послуги) виробничо-технічного призначення для сільського господарства, при яких купівельна спроможність сільгосптоваровиробників і купівельна спроможність виробників засобів виробництва (послуг) виробничо-технічного призначення для сільського господарства зберігаються на рівні їх купівельної спроможності базового періоду.
Порушення паритету цін — зміна більш ніж на 15 відсотків співвідношення цін на сільськогосподарську продукцію і засоби виробництва (послуги) виробничо-технічного призначення для сільського господарства порівняно з співвідношенням відповідних цін базового періоду.